# Karen Simensen
Karen Simensen, född 26 augusti 1907 i Oslo och död 13 juli 1996 i Oslo, var en norsk konståkerska som deltog i singel damer vid Olympiska spelet i Sankt Moritz 1928.

## Fotnoter
1. 1 2 3  Minneside basert på bilder og gravminnedata for Karen Klæboe, (26.august 1907 - 13.juli 1996)., Slekt og Datas Gravminnebase (på norskt bokmål), läs online, läst: 21 augusti 2021.[källa från Wikidata]